# Eumelasina pliginskii
Eumelasina pliginskii är en fjärilsart som beskrevs av Igor Kozhanchikov 1956. Eumelasina pliginskii ingår i släktet Eumelasina och familjen säckspinnare. Inga underarter finns listade i Catalogue of Life.